# Irlanda ai Giochi della XVIII Olimpiade
L'Irlanda partecipò ai Giochi della XVIII Olimpiade, svoltisi a Tokyo dal 10 al 24 ottobre 1964, con una delegazione di 25 atleti impegnati in 7 discipline per un totale di 23 competizioni. Il portabandiera alla cerimonia di apertura fu John Lawlor, specialista del lancio del martello, alla sua seconda Olimpiade.
Il bottino della squadra, alla sua ottava partecipazione ai Giochi estivi, fu di una medaglia di bronzo nel pugilato.

## Medaglie

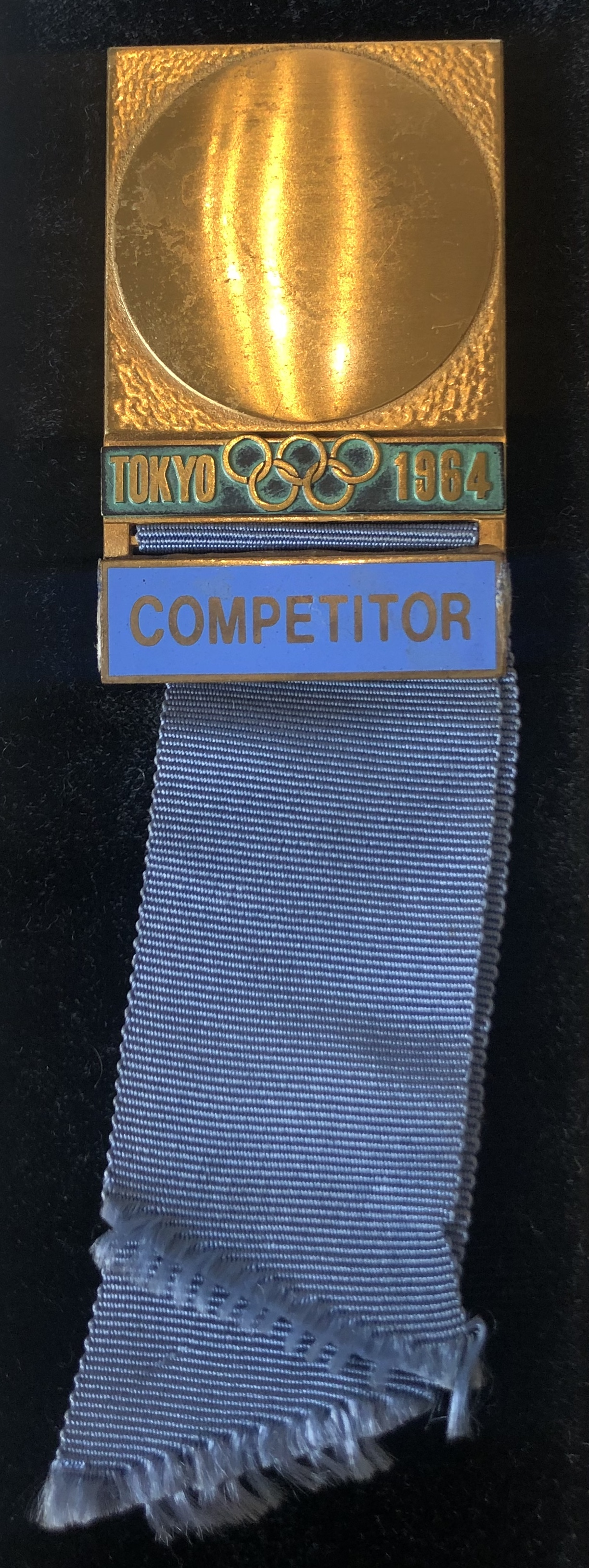

| Medaglia | Atleta      | Sport    | Evento       |
| -------- | ----------- | -------- | ------------ |
| Bronzo   | Jim McCourt | Pugilato | Pesi leggeri |